# Microchloa annua
Microchloa annua là một loài thực vật có hoa trong họ Hòa thảo. Loài này được (Kupicha & Cope) Cope mô tả khoa học đầu tiên năm 1999.